# Rue Koubkova
 (juillet 2023).
Koubkova est une rue de Prague. 

## Situation et accès
Elle est située dans le district de Prague 2 à l'intersection entre les quartiers de Nové Město et Vinohrady. Koubkova commence dans la rue Legerová via le passage souterrain sous Legerová. 

## Origine du nom
La rue porte le nom du poète et écrivain Jan Pravoslav Koubko. Elle mesure 190 mètres de long et a une largeur de 17 mètres. 

## Historique
Bien que la rue ait été créée vers 1883, la première maison s'y trouvait déjà en 1845. Avant cela, il y avait des champs à l'endroit de l'actuelle rue Koubkova. Le territoire était situé derrière les murs de la Ville Nouvelle de Prague.
Le développement de la rue Koubkova date de la seconde moitié du XIXe siècle, les deux seules exceptions sont la maison numéro 9 à l'intersection avec Lublańská et la maison numéro 17 à l'intersection avec Belehradská.
La rue est accessible aux automobilistes et aux piétons.

## Galerie

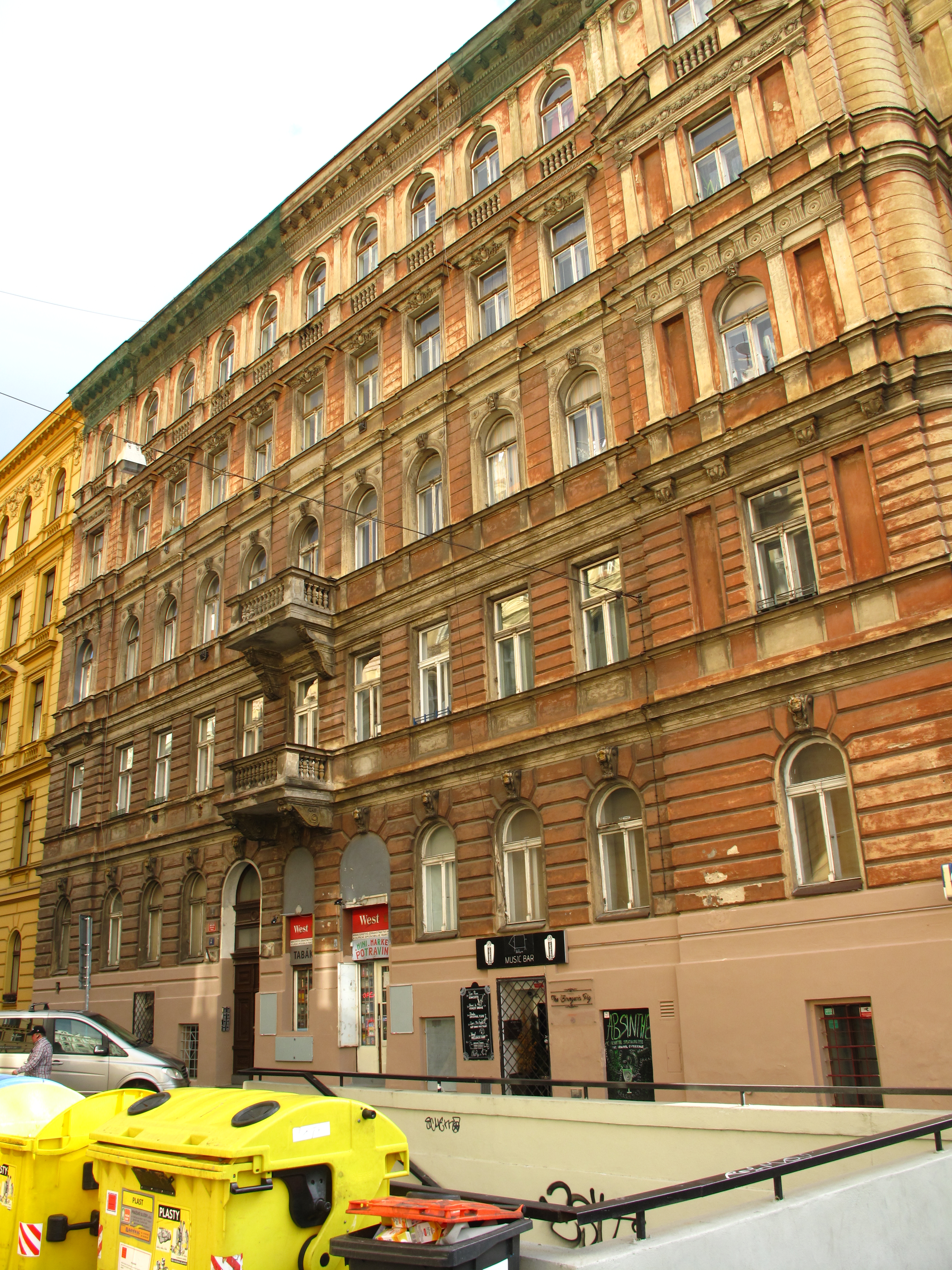
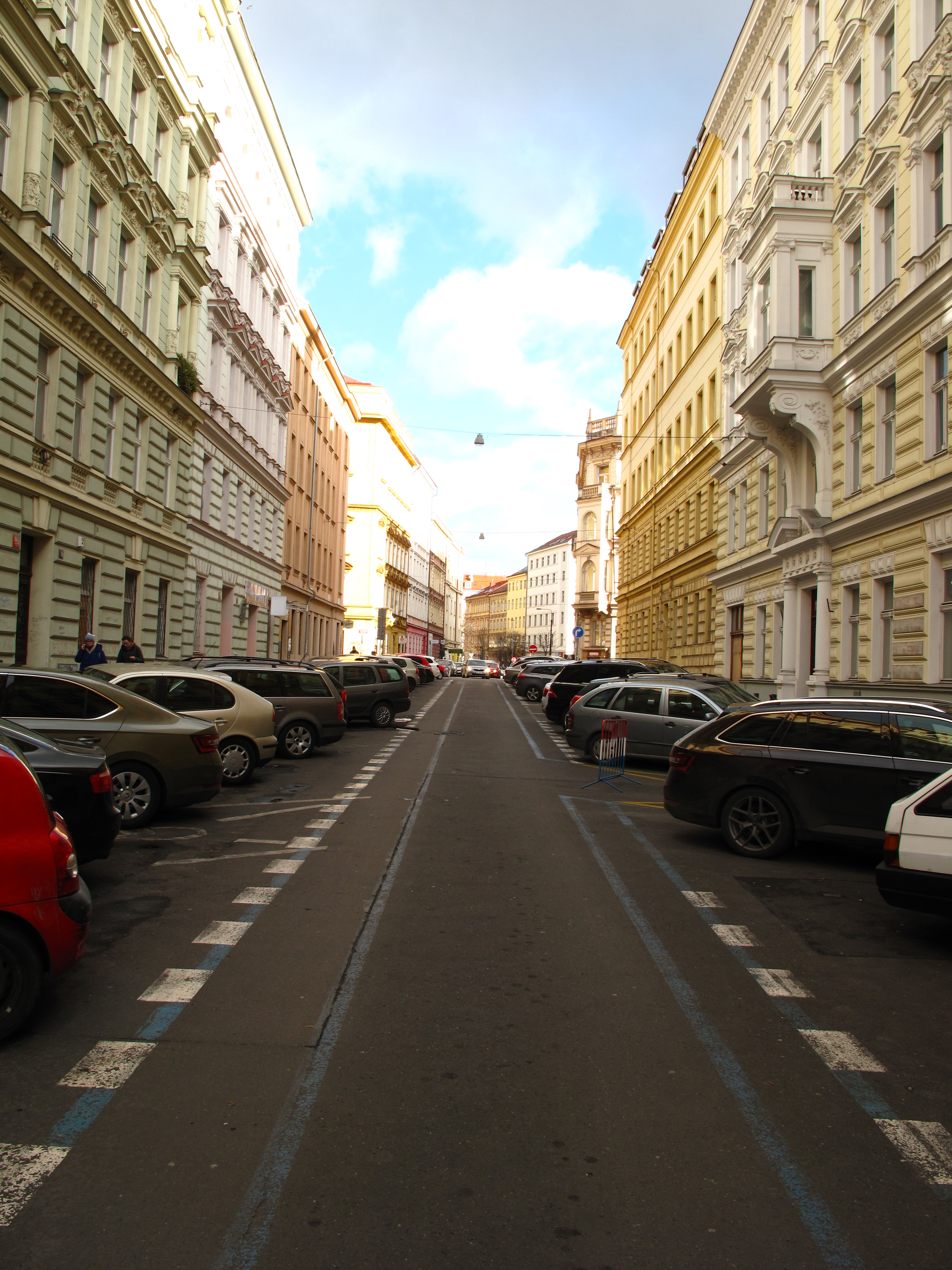
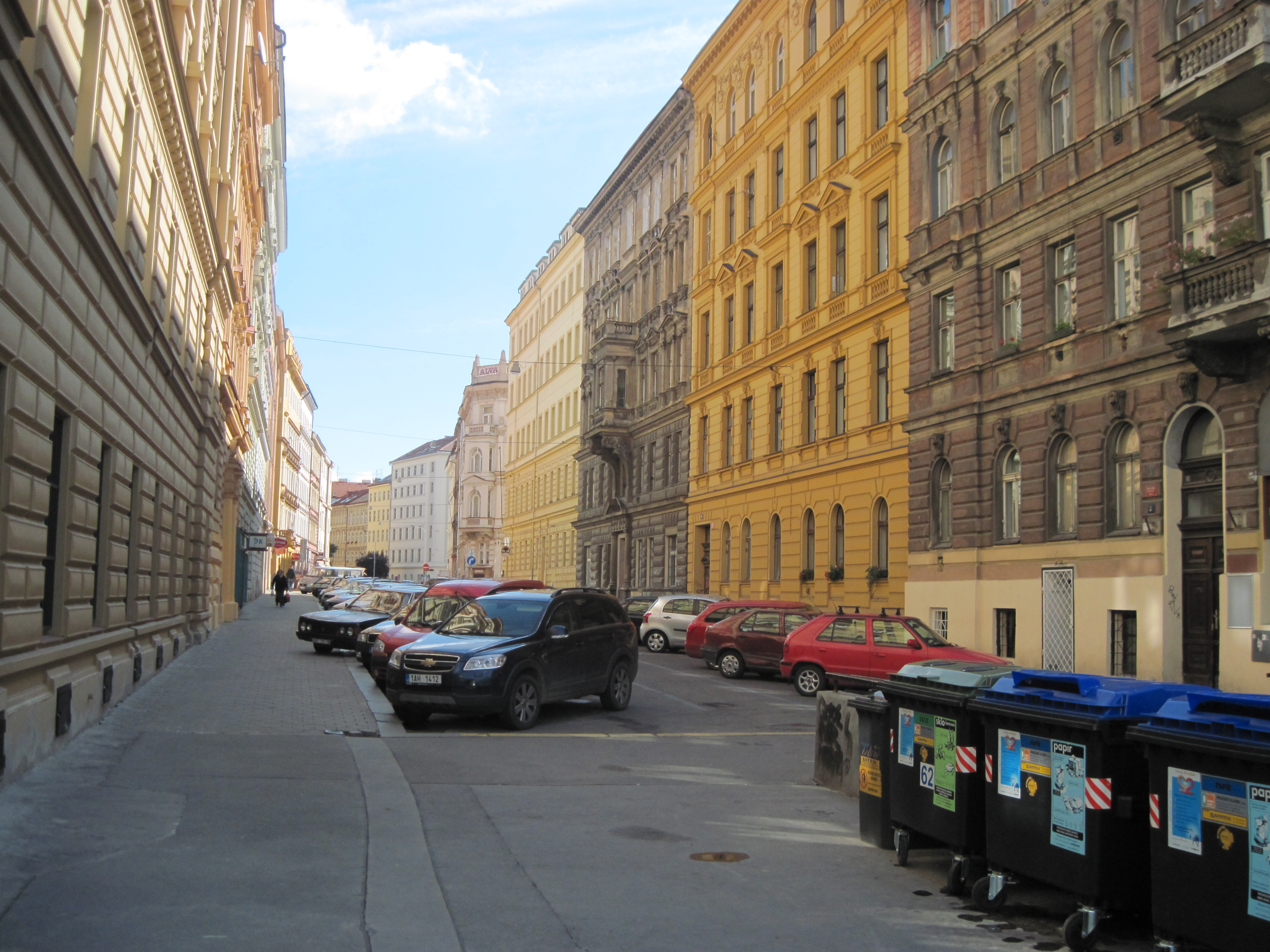